# Орліченко Світлана Борисівна
Світлана Борисівна Орліченко (нар. 6 жовтня 1970) — українська акторка театру та кіно. Заслужена артистка України (2014).

## Життєпис
У 1993 закінчила Київський інститут театрального мистецтва ім. І. К. Карпенка-Карого. Після закінчення навчання деякий час (з 1993 по 1995) працювала в Київському академічному театрі юного глядача на Липках. 
З 1995 — акторка Київського театру драми і комедії на лівому березі Дніпра. Задіяна також у спектаклях Майстерні театрального мистецтва «Сузір'я» та Національного академічного драматичного театру ім. І. Франка.

## Театральні ролі

### Київський театр драми і комедії на лівому березі Дніпра
- Дівчина — «Чарівниця» (1993)
- Марфа Варфоломіївна — «Олеся» (1994)
- Ґретхен — «Майн Кампф, или носки в кофейнике» (1995)
- Руфіна — «Сегодня я стану женщиной» (1996)
- Купер — «Белый джаз Каролины Эшли» (1996)
- Лукреція — «Комедия о прелести греха» (1996)
- Жозефіна Лантене — «Дура» (1996)
- Смеральдіна — «Любовь к трем апельсинам» (1997)
- Анна — «Обманутая» (1997)
- Варвара — «Мелкий бес» (1997)
- Дездемона — «Венецианский мавр» (за п'єсою В. Шекспіра «Отелло», 1998)
- Абіґайль Черчіль — «Европа может подождать!» (1998)
- Сильвія — «Сильвия» (2001)
- Фьокла Іванівна — «Женитьба» (2002)
- Клодіна — «Любовь времен Людовика» (2002)
- Естер — «Море…Ночь…Свечи…» (2003)
- Бела Берло — «Торговцы резиной» (2004)
- Варя — «Вишневый сад» (2004)
- Жінка родини Монтеккі — «Ромео и Джульетта» (2005)
- Жінка Дон Жуана — «Соблазнить, но не влюбиться» (2006)
- Журналістка — «Очередь» (2006)
- Вона, Шумілова — «Голубчики мои!…» (за творами Ф. Достоєвського та О. Володіна, 2006)
- Маркіза де Мертей — «Опасные связи» (2007)
- Франческа Джонсон (у молодості) — «Розовый мост»
- Ліля — «Вася должен позвонить» (за п'єсою К. Рубіної «Прогулки в Лю-Блё», 2010)
- Жінка — «Обман длиною в жизнь» (за повістю Д. Рубіної «Двойная фамилия», 2012)
- Аделаїда — «Веселитесь! Все хорошо!?» (за п'єсою «Аделаїда»)
- Дарія Облонська (Доллі) — «Анна Каренина»

### Національний академічний драматичний театр ім. І. Франка
- «Якість зірки» (реж. О. Лісовець)

### Майстерня театрального мистецтва «Сузір'я»
- Консьєржка Тереза — «Будьте как дома»
- Марго — «Похоже на счастье» (2014)

## Фільмографія
| Рік       | Фільм                                                     | Роль                          |
| --------- | --------------------------------------------------------- | ----------------------------- |
| 1993      | Дике кохання (Дикая любовь)                               | Епізод                        |
| 1995      | Добрий ранок (Доброе утро) (короткометражний фільм)       |                               |
| 2000      | Життя як цирк                                             | Наталя                        |
| 2005–2006 | Сестри по крові (Сёстры по крови)                         | Епізод                        |
| 2006      | Повернення Мухтара-3 (Возвращение Мухтара-3) (телесеріал) | Світлана                      |
| 2006      | Будинок-фантом у придане                                  | Марина, начальниця Липи       |
| 2006      | Почаїв                                                    |                               |
| 2007      | Фабрика щастя                                             | ворожка                       |
| 2007      | Всі повинні вмерти (Все должны умереть)                   | Жанетта, адміністратор готелю |
| 2007      | Серцю не накажеш (Сердцу не прикажешь) (телесеріал)       | Світлана                      |
| 2008      | В Париж! (телевізійний фільм)                             | Партначальниця                |
| 2008      | Загін (Отряд)                                             | Господарка Джульєтти          |
| 2008      | Як знайти ідеал? (Как найти идеал?)                       | Антоніна Арнольдівна          |
| 2010      | Демони (Демоны) (телесеріал)                              | Перекладачка                  |
| 2010      | Трава під снігом (Трава под снегом)                       | Вчителька                     |
| 2011      | Темні води (Тёмные воды) (телевізійний фільм)             | Марія Семенівна               |
| 2011      | Весна у грудні (Весна в декабре)                          | Тетяна, директор школи        |
| 2011      | Білі троянди надії (Белые розы надежды) (телесеріал)      | Світлана                      |
| 2019      | Маршрути долі                                             |                               |
| 2019      | «Вітер зі сходу»                                          | камео                         |